# هيليروس
البابا القديس هيلاريوس أو هيلاروس (باللاتينية: Hilarius, Hilarus) هو بابا الكنيسة الكاثوليكية بين عامي 461 و468.
قبل انتخاب هيلاريوس ـ الذي ترجع أصوله إلى جزيرة سردينيا ـ لكرسي البابوية كان كبيرًا لشمامسة روما. ويرجح أن ذلك الانتخاب جرى في السابع عشر من نوفمبر 461، وتم تكريسه في 19 نوفمبر 461.
كان هيليريوس كبيرًا للشمامسة في عهد البابا ليون الأول، وقد ناضل بضراوة من أجل حقوق الكرسي البابوي، وعارض بشدة إدانة فلافيان ـ كبير أساقفة القسطنطينية ـ في مجمع أفسس الثاني الذي عُقد سنة 449 لاتخاذ قرار بشأن أوطاخي.